# Arts graphiques en Suisse

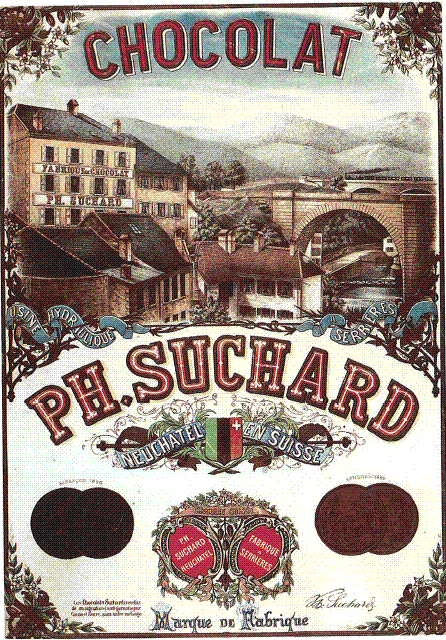
Affiche publicitaire pour Suchard de 1862.

Les arts graphiques en Suisse sont les créations des graphistes, leur production artistique, telle que les affiches, ainsi que les lieux de d'apprentissage et de diffusion des arts graphiques en Suisse.

## Historique
Les métiers de l'imprimerie (éditeurs, imprimeurs, libraires, graveurs de poinçons, fondeurs de caractères typographiques, spécialistes de l'eau-forte ou de la taille douce) se multiplient en Suisse dans la seconde moitié du XVe siècle. À cette époque, de nombreuses imprimeries s'installent à Bâle. Des livres édités par les maisons bâloises, mais aussi zurichoises, dues notamment à Ambrosius Holbein, Albrecht Dürer et Urs Graf, sont à l'origine de la réputation internationale des arts graphiques suisses.
La mécanisation de l'imprimerie et de nouvelles techniques, comme la lithographie, apparaissent au XIXe siècle. Le style typographique est toujours imprégné par les courants artistiques du moment. En Suisse alémanique, l'écriture gothique est progressivement supplantée par des caractères de styles et de tailles divers. L'affiche artistique est une forme d'expression qui se développe au tournant du XXe siècle, elle aura un rôle dans la publicité.

Helvetica.

Le style typographique international ou « style suisse », est un courant du design graphique développé en Suisse, dans les années 1950.
Max Miedinger (1910-1980) de Zurich, dessine les polices de caractère Grotesk, dont la Haas Grotesk en 1957. Il dessinera aussi en 1960 l’Helvetica, une icône du design suisse.
Adrian Frutiger (1928-2015) est un autre créateur de caractères et de logotypes. Il a créé entre autres la police Univers (1957), qui l'a rendu mondialement célèbre, et la Frutiger, qui est la police utilisée pour la signalétique de l'aéroport de Roissy-Charles de Gaulle.
Les techniques d'imprimerie évoluent encore dans les années 1970 et 1980 : la photocomposition et la composition informatique remplacent l'usage du plomb, emportant avec lui les métiers associés (typographe, photograveur, stéréotypeur et galvanotypeur).

## Affiches
L'affiche est un genre artistique qui doit son existence à la peinture et à l'invention, en 1797, de la lithographie, permettant la reproduction d'images et textes en série. En 1900, la qualité de l'affiche en Suisse est médiocre en comparaison avec les pays voisins mais elle va rapidement combler son retard. En Suisse, l'affiche se distingue surtout par deux genres particuliers : l'affiche touristique  et l'affiche politique.
Jusqu'à la fin de l'Ancien Régime, l'affichage sert presque exclusivement les autorités politiques et ecclésiastiques, en reproduisant essentiellement placards, avis de recrutement, mandats et proclamations.
Vers 1890, l'affiche moderne, où l'image prédomine, prend son essor avec l'émergence de la publicité. Des Suisses participent au renouveau de l'affiche à Paris (Théophile Alexandre Steinlen et Eugène Grasset) et à Berlin (Karl Walser) et, inversement, des étrangers contribuent en Suisse à l'affirmation de l'affiche artistique (Leonetto Cappiello, Charles Loupot, Cassandre).
En Suisse, l'affiche sur support papier est encore rare. On trouve, d'une part, des publicités pour des marques de chocolat, par exemple, directement peintes sur les murs et, d'autre part, de nombreuses affiches sur tôle et en émail. Déjà, au début du XXe siècle, la nouvelle société Patrimoine suisse combat l'affichage, le rendant responsable de la dégradation des paysages et des villes.
Des peintres, tels que Ferdinand Hodler ou Emil Cardinaux, découvrent ce nouveau moyen d'expression : ils sont parmi les premiers créateurs d'affiches en Suisse. À Genève, c'est la Société suisse d'affiches artistiques qui édite ce type de support sur grand papier et lithographié à partir de motifs signés Louis Dunki ou de Jules Fontanez (cf. paragraphe ci-dessous).
La Société générale d'affichage (SGA), fondée à Genève en 1900, se développe dans toute la Suisse. Détenant le quasi-monopole des espaces publics, elle crée, au début du XXe siècle, les premiers panneaux et colonnes d'affichage pour y apposer des affiches de formats variés. La Société générale d'affichage impose, à partir de 1914, un format standard propre à la Suisse : le format mondial.
Vers 1910, Zurich est le centre de la production d'affiches, avec des peintres qui intègrent progressivement les courants esthétiques d'avant-garde, tels le cubisme, le mouvement dada, avec Otto Morach et l'art concret, avec Max Bill. Dans l'entre-deux guerres, la création d'affiche évolue : les peintres sont remplacés par les graphistes, tels que Ernst Keller, Éric de Coulon et Jan Tschichold. L'impression en offset remplace la lithographie et la photographie est utilisée.

### Les affiches artistiques de peintres

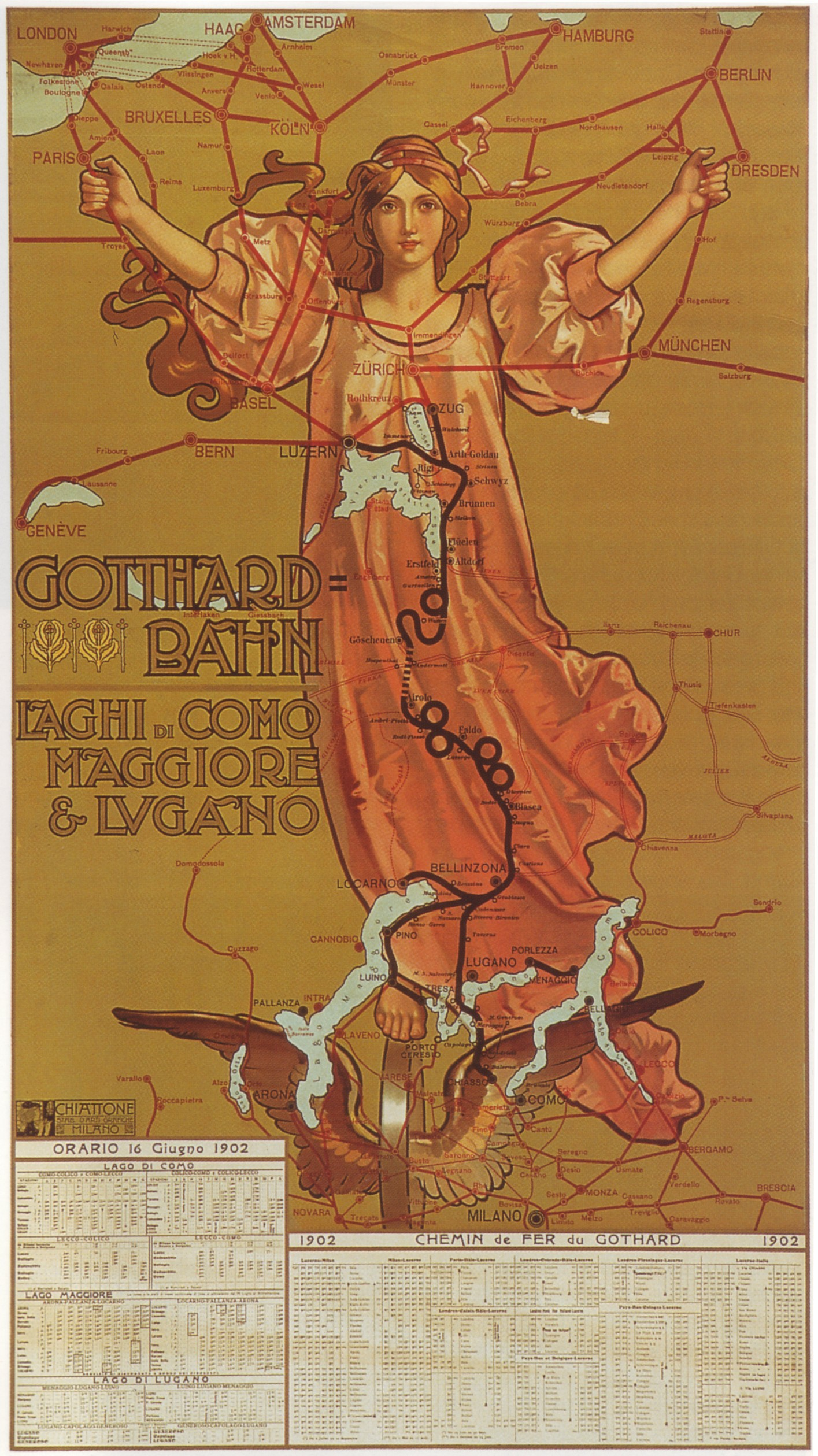
Affiche du plan de la ligne de chemin de fer du Gothard, en 1902.

Emil Cardinaux (1877-1936) est un peintre bernois. Il apprend la lithographie à Munich. De passage à Paris, il participe à l'un des premiers concours suisses d'affiches au début du XXe siècle. Ces affiches faites sur commande des chemins de fer fédéraux destinées à l'étranger vont donner une image caractéristique de la Suisse. Il crée également des affiches pour les chocolats Villars en 1905, puis en 1906, six cartes mono, dont une pour le syndicat d'initiative de Zermatt, représentant le Cervin.
Avec cette image, il réalise en 1908 une autre affiche de ce sommet qui sera très populaire et l’une des réalisations les plus symboliques de l'affiche artistique en Suisse. Cette affiche devient une référence, une source d'inspiration jusqu’à nos jours. Il réalise en tout plus de cent affiches, touristiques pour la plupart. Pour l'exposition nationale suisse de 1914, à Berne, son affiche Le Cheval vert fut particulière et décriée car ne comportant pas de paysages caractéristiques.
La plupart des autres créateurs d'affiches de cette époque sont romands, tels que Édouard-Louis Baud, Charles L'Eplattenier, Henri-Claude Forestier ou Albert Muret. Quelques autres peintres ayant réalisé des affiches : Cuno Amiet, Maurice Barraud, Edmond Bille, Plinio Colombi (1873-1951), Jules Courvoisier, Ferdinand Hodler, Augusto Giacometti, Giovanni Giacometti, Alfred Heinrich Pellegrini et Niklaus Stoecklin.
Le style caractéristique des affiches suisses est alors la synthèse entre une « manière allemande » (monumentalité des représentations, sobriété des traits, contraste des couleurs) et une « manière à la française » (couleurs et fluidité des traits).

### Les affiches de graphistes
Les graphistes prennent le dessus sur les peintres au cours des années 1920. Otto Morach est novateur : il réalise en 1918 la première affiche typographique moderne pour l'exposition de l'union Werkbund.
Dans les années 1930, les nouvelles tendances sont pour l'art abstrait, avec le mouvement d'art concret de Max Bill (1908-1994) et le groupe Allianz, fondé en 1937, à Zurich.
Les graphistes suisses des années 1920 à 1950 réalisent des « affiches objets », ou Sachplakat, en allemand. L’affiche objet doit beaucoup au courant de la Nouvelle Objectivité (Neue Sachlichkeit).

## Art concret et École de Zurich
Après la Seconde Guerre mondiale, la Suisse joue un rôle majeur avec deux mouvements : le premier, issu de l'École de Zurich, reprend les théories de l'art concret, et le second, de l'École de Bâle, s’appuie sur les théories de la Nouvelle Objectivité. Pour l'École de Zurich, le choix de l’image, du texte, mais aussi le style, les couleurs et les formes de la composition jouent un rôle essentiel. Ces compositions graphiques se retrouvent dans les affiches du mouvement d'art concret.

## Style international (1950-1970)
Le style typographique international est un courant développé en Suisse. C'est un art de la typographie simple et efficace, utilisant la grille typographique, des caractères sans empattement, une composition dépouillée, généralement en noir et blanc. Il perpétue l'enseignement de l'École de Zurich. Ce style répond aux besoins nouveaux de la société de consommation de masse de l'après-guerre, le monde entier va l'adopter. L’école d’arts appliqués de Bâle, avec Armin Hofmann, a établi un lien avec l’école d’art de Yale, le principal centre américain de ce style nouveau.